# Festuca glacialis
Festuca glacialis là một loài thực vật có hoa trong họ Hòa thảo. Loài này được (Miégev ex Hack.) K.Richt. mô tả khoa học đầu tiên năm 1890.